# Ministeeriumite ühishoone
Le bâtiment commun des ministères (en estonien : Ministeeriumite ühishoone) ou le super ministère (en estonien : Superministeerium) est un immeuble de grande hauteur construit dans le quartier de Maakri du  district Kesklinn à Tallinn, en Estonie.

## Présentation
Le bâtiment commun des ministères est utilisé par le ministère des Affaires économiques et des Communications, le ministère des Finances, le ministère des Affaires sociales et le ministère de la Justice.
Le bâtiment commun a deux entrées, l'une sur la rue Suur-Ameerika et l'autre sur la rue Pärnu maantee. 
Les arrêts des lignes 3 et 4 du tramway les plus proches sont Kosmos et Vineeri. En train, la halte de Lilleküla (et) est la plus proche.
L'édifice est conçu par Risto Parve, Kai Süda du cabinet KARISMA arhitektid et sa construction s'est achevée en 2017.
Il offre une superficie de 23 100 m2.
Des meubles pour environ 1 000 postes de travail et pour plus de 60 salles de réunion ont été livrés.